# Sicyonia martini
Sicyonia martini is een tienpotigensoort uit de familie van de Sicyoniidae. De wetenschappelijke naam van de soort is voor het eerst geldig gepubliceerd in 1981 door Pérez Farfante & Boothe.